# Conversations avec Driss Chraïbi
Pour plus de détails, voir Fiche technique et Distribution.
Conversations avec Driss Chraïbi est un téléfilm documentaire marocain réalisé par Ahmed El Maânouni, sorti en 2007. Driss Chraïbi (1926-2007) est un célèbre écrivain marocain d’expression française, qui a vécu la plus grande partie de sa vie en France où il a rédigé une vingtaine d’ouvrages. Basé sur des conversations enregistrées un an avant sa mort, le film révèle Driss Chraïbi tel qu’en lui-même, direct et franc, plein d’humour, et révèle un homme dont la personnalité crève l’écran. 

## Synopsis
Dans un jeu de miroir permanent, la vie et l’œuvre de Driss Chraïbi se confondent. Comment a-t-il réussi à investir la langue de l’ancien colonisateur de façon si irrévocable, à en faire l’expression originale et sincère de ses propres racines revendiquées, et à la rendre tour à tour arabe, andalouse ou amazigh dans toute la richesse de sa propre création?
Driss Chraïbi se raconte en adoptant un rythme puissant, personnel, ponctué d’accès de révolte contre la représentation que se fait l’Occident de « l’homo arabicus miserabilis », ou de manifestations de tendresse infinie pour les parias et les laissés-pour-compte. Il croit à la transmission de ce qu’il appelle le « rêve éveillé » c’est-à-dire l’imaginaire de tout un peuple, devenu son propre credo.
Dans ces conversations tenues un an avant sa mort en avril 2007, il dit à sa manière, drôle, singulière et imprévisible, ce qu'il pense des questions qui donnent vie à son œuvre.
Le réalisateur a voulu transmettre ces conversations le plus fidèlement, et à la demande expresse de Chraïbi, il n'en a rien retranché. Il a simplement ajouté les témoignages de son épouse Sheena Chraïbi, de son fils Mounir Chraïbi, et une mise en perspective de son œuvre par son ami de 30 ans, l'universitaire Kacem Basfao. 

## Fiche technique
- Réalisation et scénario : Ahmed El Maânouni
- Producteur : Ahmed El Maânouni
- Distribution : KS Visions
- Photo : Mohamed Merbouh et Pierre Boffety
- Durée : 52 minutes
- Pays :  Maroc -  France
- Date de sortie : 2007